# Nordkroken
Nordkroken är en tätort i Vänersborgs kommun i Västergötland. Den är belägen vid Vänerns strand, intill Halleberg, strax norr om Vargön.
Nordkroken är både ett fritidshusområde och ett villaområde.

## Historia
Nordkroken var ursprungligen ett utmarksområde för gårdarna i Västra Tunhems socken, och blev under 1900-talet en omtyckt badplats där en mängd fritidshus byggdes. 
Bebyggelsen omvandlades så småningom alltmer till permanentbostäder, och byggdes ut särskilt mycket under 1980-talet. 

### Befolkningsutveckling
| Befolkningsutvecklingen i Nordkroken 1990–2020 | Befolkningsutvecklingen i Nordkroken 1990–2020 | Befolkningsutvecklingen i Nordkroken 1990–2020 | Befolkningsutvecklingen i Nordkroken 1990–2020 | Befolkningsutvecklingen i Nordkroken 1990–2020 |
| ---------------------------------------------- | ---------------------------------------------- | ---------------------------------------------- | ---------------------------------------------- | ---------------------------------------------- |
|                                                |                                                |                                                |                                                |                                                |
| År                                             |                                                |                                                | Folkmängd                                      | Areal (ha)                                     |
| 1990                                           | 1990                                           |                                                | 277                                            | 39#                                            |
| 1995                                           | 1995                                           |                                                | 420                                            | 39                                             |
| 2000                                           | 2000                                           |                                                | 414                                            | 39                                             |
| 2005                                           | 2005                                           |                                                | 433                                            | 40                                             |
| 2010                                           | 2010                                           |                                                | 423                                            | 40                                             |
| 2015                                           | 2015                                           |                                                | 456                                            | 72                                             |
| 2020                                           | 2020                                           |                                                | 450                                            | 72                                             |
| Anm.: Ny tätort 1995 # Som småort.             |                                                |                                                |                                                |                                                |